# Dickie Rooks
Richard Rooks, più conosciuto con il soprannome Dickie Rooks (Sunderland, 29 maggio 1940 – Sunderland, 6 aprile 2024) è stato un calciatore e allenatore di calcio inglese, di ruolo difensore.

## Caratteristiche tecniche
Era un difensore centrale.

## Carriera

### Giocatore
Viene aggregato alla prima squadra del Sunderland nella stagione 1957-1958, che si conclude con la retrocessione dei Black Cats in seconda divisione e nella quale non scende mai in campo in partite ufficiali; negli anni seguenti partecipa a sei campionati consecutivi di seconda divisione, nei quali viene comunque impiegato in modo molto saltuario: totalizza infatti solamente 18 presenze, con 2 reti segnate. Nella stagione 1964-1965 fa invece il suo esordio in prima divisione, categoria nella quale gioca 16 partite; passa poi al Middlesbrough, dove rimane per quattro stagioni consecutive: in particolare, nelle stagioni 1965-1966, 1967-1968 e 1968-1969 gioca in seconda divisione, mentre nella stagione 1966-1967 è in terza divisione. In totale, colleziona 136 presenze e 14 reti in partite di campionato con il Boro. Tra il 1969 ed il 1972 gioca invece in seconda divisione al Bristol City, con cui totalizza 96 presenze e 4 reti in partite di campionato. Tra il 1972 ed il 1974 è invece in Northern Premier League ai semiprofessionisti del Willington, con il doppio ruolo di allenatore e giocatore.
In carriera ha totalizzato complessivamente 264 presenze e 20 reti nei campionati della Football League.

### Allenatore
Dopo aver lasciato il Willington allena per due stagioni lo Scunthorpe Utd, in quarta divisione. In seguito allena anche la selezione di Zanzibar.